# クジラジラミ
クジラジラミ（鯨虱、英名：Whale louse）は海洋生物の体表に寄生する小型の甲殻類である。昆虫のシラミとは異なるグループで、主に鯨類への体表付着が報告されている。以下、基礎的情報は永田(1965), Martin & Heyning(1999)による。

## 分類
- 端脚目に属し、ヨコエビやワレカラと近縁の甲殻類である。
- かつてワレカラ亜目に含まれていたが、現在はSenticaudata亜目としてヨコエビ類に内包されている(Lowry & Myers 2013)。
- クジラジラミ科の下に2亜科を認める分類体系が主流である(Iwasa-Arai & Serejo 2018)。8属31種が知られる。

- Cyaminae亜科
  - Balaenocyamus属
  - Cyamus属
- Isocyaminae亜科
  - Isocyamus属
  - Neocyamus属
  - Orcinocyamus属
  - Platycyamus属
  - Scutocyamus属
  - Syncyamus属

## 形態

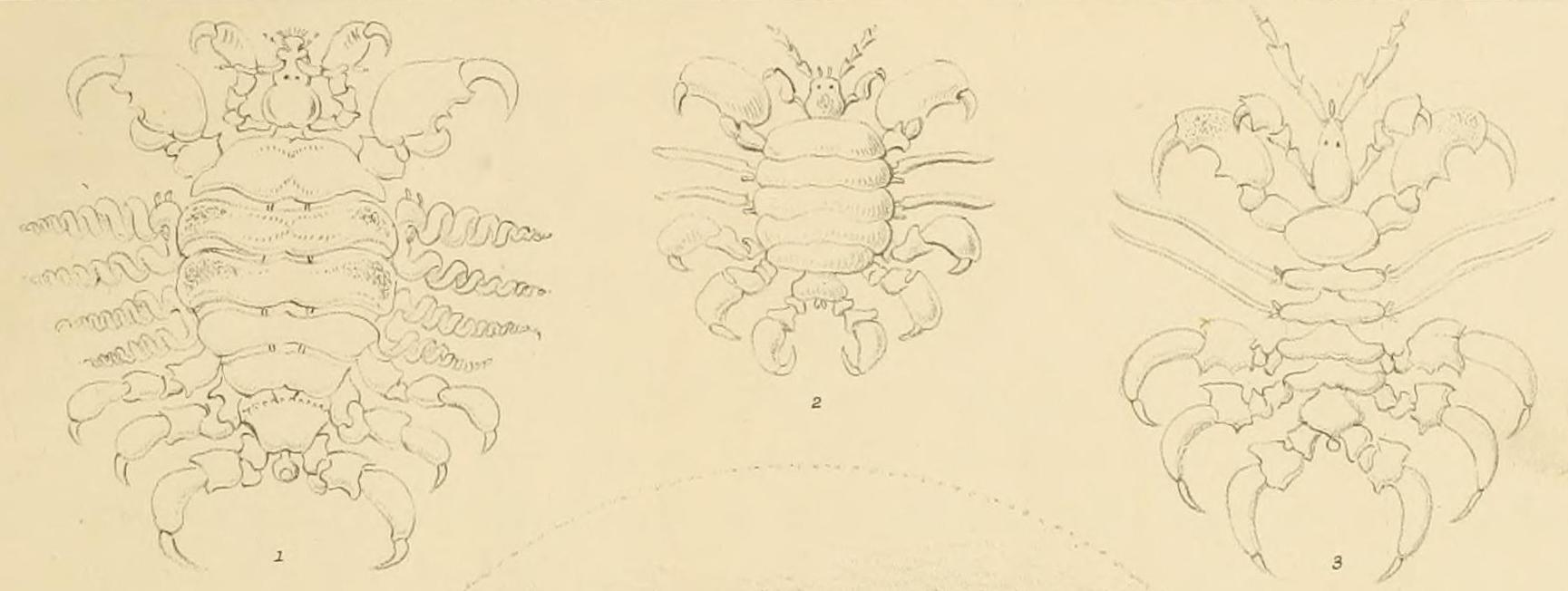
北米西海岸から報告されたクジラジラミ類のスケッチ

- 身体はやや寸詰まりで、背腹に扁平。端脚類の中では際立って動物への寄生に特化した形態的発達を示すグループとして知られる。
- 代表種の体長はおよそ1cm程度。
- 第1胸節が頭部と癒合し、第3,4胸脚および腹節以降の構造が退化することが、ワレカラ類と共通した特徴である。
- 第2触角が痕跡的であることが、ワレカラ類との識別点となっている。
- 歩脚の先端がカギ状に湾曲し、宿主へ強固にしがみつくことができる。
- エラはしばしばリボン状あるいはコイル状に伸長する。

## 生態

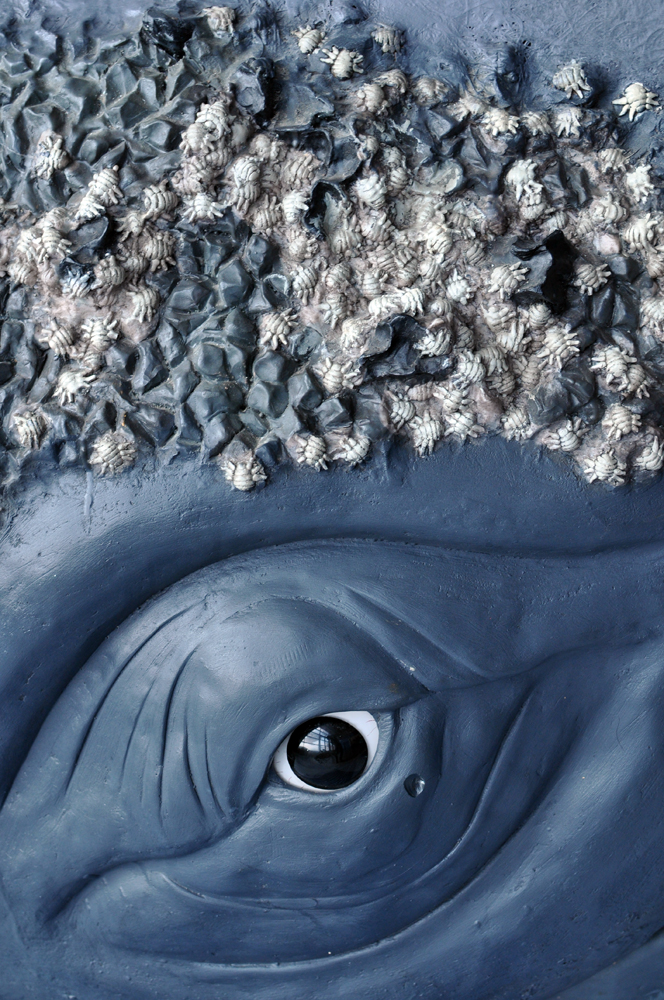
タイセイヨウセミクジラに付着するクジラジラミ類（模型）

- オニフジツボなどと並び、鯨類への体表付着を行う甲殻類の代表格として知られる。
- 宿主の種特異性のほか、雌雄への特異性や、付着する部位の特異性も知られている。例えばマッコウクジラには雌雄で別種のクジラジラミ類が寄生する。またセミクジラ属に対しては、体表の白いコブ状の領域（カロシティ）に集中して付着する。他には眼、鼻腔、生殖器の周辺に見られる。
- Cyamus rhytinaeはステラーカイギュウの体表から記載され、クジラジラミ科において唯一の海牛目付着性種であったが、宿主とともに絶滅したものとみられる。

## 分布
- 全世界の海洋。宿主である鯨類の分布による。

## 人との関わり
伝統的にクジラを利用する文化圏では古くから認知されていた。『勇魚取絵詞』『鯨肉調味方』でも言及されているが、食用などこれといった使途は記述されていない。